# 일로 일로
《일로 일로》(영어: Ilo Ilo)는 2014년 공개된 싱가포르의 영화이다.

## 출연

### 주연
- 여얀얀
- 진천문
- 앤젤리 바야니
- 코 지아렐